# Elecciones federales de México de 1940 en el Territorio Norte de Baja California
Las elecciones federales de México de 1940 en el Territorio Norte de Baja California se realizaron el  domingo 7 de julio de 1940 y en ellas fue elegido:
- Diputación Federal por Baja California: 1 electa por mayoría relativa elegidos en el único distrito federal.

## Contexto local
Al igual que a nivel nacional, en el ámbito local se registraron diversas fisuras al momento de elegir candidatos, por lo que se presentaron a elecciones algunas fórmulas independientes, aunque más bien eran inconformes del Partido de la Revolución Mexicana. Es por ello, que en su momento, 3 de las otras 4 fórmular eran vistas como verdaderas opositoras al interior del partido.

## Resultadores electorales
| Partido político | Partido político | Partido político                  | Diputados |
| ---------------- | ---------------- | --------------------------------- | --------- |
|                  |                  | Partido de la Revolución Mexicana | 1/1       |
| Total de escaños | Total de escaños | Total de escaños                  | 1/1       |